# Дженнаро Руотоло
Дженнаро Руотоло (італ. Gennaro Ruotolo, нар. 20 березня 1967, Санта-Марія-а-Віко) — італійський футболіст, що грав на позиції півзахисника, зокрема за «Дженоа», а також національну збірну Італії. Рекордсмен «Дженоа» за кількістю матчів в рамках чемпіонатів Італії (444 гри).
По завершенні ігрової кар'єри — тренер.

## Клубна кар'єра
У дорослому футболі дебютував 1983 року виступами за команду «Санта-Марія-а-Віко», в якій провів один сезон.
Згодом з 1984 по 1988 рік грав у складі ничжолігових «Сорренто» та «Ареццо».
1988 року приєднався до «Дженоа», де відразу став гравцем основного складу і у першому ж сезоні допоміг команді виграти Серію B і здобути підвищення в класі до найвищого італійського дивізіону. Наступні шість сезонів відіграв за генуезький клуб в Серії A. Коли ж команда знову вибула до другого дивізіону, залишився у її складі і ще сім сезонів захищав її кольори на рівні Серії B.
На початку 2003 року перейшов до третьолігового «Ліворно», якому допоміг у першому ж сезоні пробитися до другого дивізіону, а 2004 року повернувся із цією командою до Серії A, де відіграв ще два сезони. У цей період також встиг пограти за саудівський «Аль-Іттіхад», де провів частину 2003 року.
Завершував ігрову кар'єру в нижчолігових командах «Сорренто» та «Масса Лубренсе» протягом 2006–2008 років.

## Виступи за збірну
1991 року провів свою єдину офіційну гру у складі національної збірної Італії.

## Кар'єра тренера
Завершивши 2008 року ігрову кар'єру повернувся до «Ліворно», в якому став асистентом головного тренера. Згодом двічі, у 2009 і 2010 роках очолював тренерський штаб цієї команди.
У подальшому тренував «Савону», «Сорренто», «Тревізо» та «Санджованезе».
2019 року повернувся до «Дженоа», де йому було запропоновано очолити одну з юнацьких команд клубу.
| Дата      | Місто  | Господарі | Результат  | Гості | Турнір            | Голи | Примітки |
| --------- | ------ | --------- | ---------- | ----- | ----------------- | ---- | -------- |
| 12-6-1991 | Мальме | Італія    | 2 – 0 д.ч. | Данія | Torneo Scania 100 | -    | 61'      |
| Усього    |        | Матчів    | 1          |       | Голів             | 0    |          |